# Национално знаме на Нагорно-Карабахска република
На 2 юни 1992 г. непризнатата Република Нагорни Карабах (Арцах), де факто независима от Азербайджан, приема национален флаг, по подобие на този на Армения, с добавена само бяла шарка от дясно.

## Символика
Белият цвят символизира отделянето на Арцах (Република Нагорни Карабах) от Армения, в стремежа си за евентуално обединение с „родината“. Това символизира арменското наследство, култура и население в областта, и представлява Нагорни Карабах като отделена област на Армения чрез триъгълната форма и срязаният на зиг-заг флаг. Отношението на широчината на знамето към дължината е 1:2, същото като на арменския трикольор.
Подобно на арменското знаме, червеното символизира кръвта на 1.5 милиона арменци, убити при арменския геноцид, синьото представлява арменското чисто небе, а оранжевото означава смелостта на страната. Арцах използва това знаме, защото по-голямата част от жителите му са, и считат своята нация за арменска.